# Neolythria strenna
Neolythria strenna är en fjärilsart som beskrevs av Eugen Wehrli 1934. Neolythria strenna ingår i släktet Neolythria och familjen mätare. Inga underarter finns listade i Catalogue of Life.